# Ptychoptera uta
Ptychoptera uta är en tvåvingeart som beskrevs av Alexander 1947. Ptychoptera uta ingår i släktet Ptychoptera och familjen glansmyggor.
Artens utbredningsområde är Utah. Inga underarter finns listade i Catalogue of Life.